# Schizura dospeppa
Schizura dospeppa är en fjärilsart som beskrevs av Dyar 1912. Schizura dospeppa ingår i släktet Schizura och familjen tandspinnare. Inga underarter finns listade.